# Kołczewo (gromada)
Kołczewo – dawna gromada, czyli najmniejsza jednostka podziału terytorialnego Polskiej Rzeczypospolitej Ludowej w latach 1954–1972.
Gromady, z gromadzkimi radami narodowymi (GRN) jako organami władzy najniższego stopnia na wsi, funkcjonowały od reformy reorganizującej administrację wiejską przeprowadzonej jesienią 1954 do momentu ich zniesienia z dniem 1 stycznia 1973, tym samym wypierając organizację gminną w latach 1954–1972.
Gromadę Kołczewo z siedzibą GRN w Kołczewie utworzono – jako jedną z 8759 gromad na obszarze Polski – w powiecie wolińskim w woj. szczecińskim na mocy uchwały nr V/52/54 WRN w Szczecinie z dnia 5 października 1954. W skład jednostki weszły obszary dotychczasowych gromad Domysłów, Kołczewo, Wisełka i Żółwino ze zniesionej gminy Kołczewo w tymże powiecie. Dla gromady ustalono 9 członków gromadzkiej rady narodowej.
1 stycznia 1958 do gromady Kołczewo włączono obszar zniesionej gromady Sierosław w tymże powiecie.
Gromada przetrwała do końca 1972 roku, czyli do kolejnej reformy gminnej. 1 stycznia 1973 – tym razem w powiecie kamieńskim – reaktywowano gminę Kołczewo (zniesioną 2 lipca 1976). 1 stycznia 1973 miejscowość Jaromin włączono do Świnoujścia w ramach nowo utworzonego powiatu miejskiego Świnoujście (od 2011 – pod nazwą Grodno – znów poza granicami Świnoujścia, w gminie Międzyzdroje).